# Keyhole Markup Language
A KML (Keyhole Markup Language) XML-alapú jelölőnyelv térben ábrázolt alakzatok megjelenítésére a Google Earth, Google Maps és a „Google Maps for mobile” programokban.
(A Keyhole megnevezés a szoftver egy korábbi verziójából ered, amit még a Keyhole Inc. cég készített, ezt a céget vásárolta fel a Google 2004-ben. 
A „Keyhole” szó szerinti jelentése kulcslyuk, ami még 30 évvel ezelőtt, a katonai műholdak alkalmazása kezdetén volt használatos).
A KML fájl különféle tulajdonságokat határoz meg, ilyenek a hely, kép, poligon, 3D modell, textúra, leírás stb. jelölése.
A helynek mindenképpen van földrajzi hosszúsági és szélességi koordinátája. A további paraméterek a kamera-nézetet határozzák meg, ezek a dőlésszög, az irány, és a magasság. Mivel egyfajta XML fájlról van szó, ezért itt is különbözőek a kis- és nagybetűk, a paraméterek azonosítóit pontosan kell beírni.
A KML sok vonatkozásban osztozik a GML felépítésével.

A KML információk közül nem lehet mindegyiket megjeleníteni a Google Maps és a Google Mobile programokban.
A fájl ZIP programmal tömörített formája a KMZ fájl. Ezt bármely kicsomagoló programmal KML fájllá alakíthatjuk.
Példa egy KML fájlra:
```

 <?xml version="1.0" encoding="UTF-8"?>
 <kml xmlns="http://earth.google.com/kml/2.0">
 <Placemark>
   <description>New York City</description>
   <name>New York City</name>
   <Point>
     <coordinates>-74.006393,40.714172,0</coordinates>
   </Point>
 </Placemark>
 </kml>
 
```

## Külső hivatkozások
- Google Earth KML Tutorial
- Google Earth KML Documentation
- KML Reference
- Google Earth KML/KMZ Placemarks Archiválva 2011. október 11-i dátummal a Wayback Machine-ben (37,568 as of 2005-07-11)
- Official Google Earth User Guide – Describes how to use Google Earth
- More Google Earth KML/KMZ Placemarks Archiválva 2007. február 3-i dátummal a Wayback Machine-ben (14,062 as of 2006-07-13)
- Google Earth – Sightseeing (KMZ files) Archiválva 2007. november 28-i dátummal a Wayback Machine-ben
- Paste a place Send places to others by simply pasting the KML.
- Google Earth Blog Examples and tips on KML and other Google Earth information
- GE Chess: A multiplayer 3D Interactive Chess Game written in KML/PHP
- KML discussion forum Archiválva 2008. november 18-i dátummal a Wayback Machine-ben
- Convert Google Maps into KML
- Google Earth Connectivity Add-on Archiválva 2008. július 25-i dátummal a Wayback Machine-ben for ArchiCAD 9
- KMLImporter importing placemarks into NASA World Wind
- Use hierarchical maps Mindmaps to create and manage KML files and link in Excel data.
- Google Earth program letöltése Archiválva 2009. március 11-i dátummal a Wayback Machine-ben
- Google Maps
- Google Maps for mobile